# (36507) 2000 QW66
2000 QW66 (asteroide 36507) é um asteroide da cintura principal. Possui uma excentricidade de 0.03290360 e uma inclinação de 12.60001º.
Este asteroide foi descoberto no dia 28 de agosto de 2000 por LINEAR em Socorro.